# Boże Narodzenie w Polsce

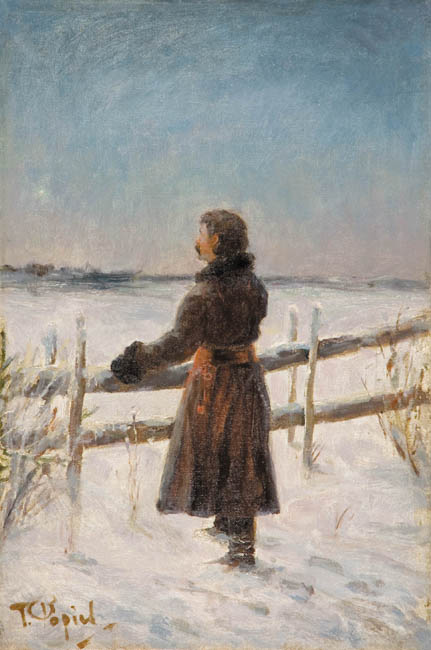
Tadeusz Popiel, Pierwsza gwiazdka, 1913

Boże Narodzenie w Polsce – najważniejsze i najuroczyściej obchodzone, obok Wielkanocy, święto religijne w Polsce. Jego tradycje ukształtowały się na przestrzeni wieków, gdy zwyczaje pochodzące z czasów pogańskich poprzeplatały się ze zwyczajami wprowadzonymi przez Kościół. Na ich kształt miały także wpływ inne obrządki kościelne oraz tradycje ludowe. Obecnie Boże Narodzenie ma charakter święta rodzinnego i najczęściej jest obchodzone w gronie najbliższych.

## Adwent
W kościelnej liturgii oraz w zwyczajach ludowych Boże Narodzenie poprzedzone jest okresem trzytygodniowego oczekiwania (dokładnie czterech niedziel), zwanego adwentem. W tym okresie wierni biorą udział w roratach poświęconych Najświętszej Marii Pannie. Dawniej w niektórych regionach Polski wyplatało się także wieńce adwentowe, które w pierwszą niedzielę adwentu wieszało się w domu pod sufitem i zapalało na nim świeczkę. W każdą następną niedzielę dokładano kolejne świeczki. Tradycją stało się również pieczenie bożonarodzeniowych pierników, wykonywanie ozdób na choinkę oraz wysyłanie kart świątecznych z życzeniami do krewnych i znajomych. W okresie adwentowym 6 grudnia przypada dzień św. Mikołaja, kiedy to dzieci obdarowywane są drobnymi prezentami, wkładanymi do butów lub pod poduszki.     
Przez cały adwent aż do Święta Trzech Króli (6 stycznia) w niektórych regionach Polski po wsiach chodzą „gwiazdorzy”, którzy śpiewają kolędy, recytują wiersze albo wystawiają herody inspirowane jasełkami.

## Wigilia

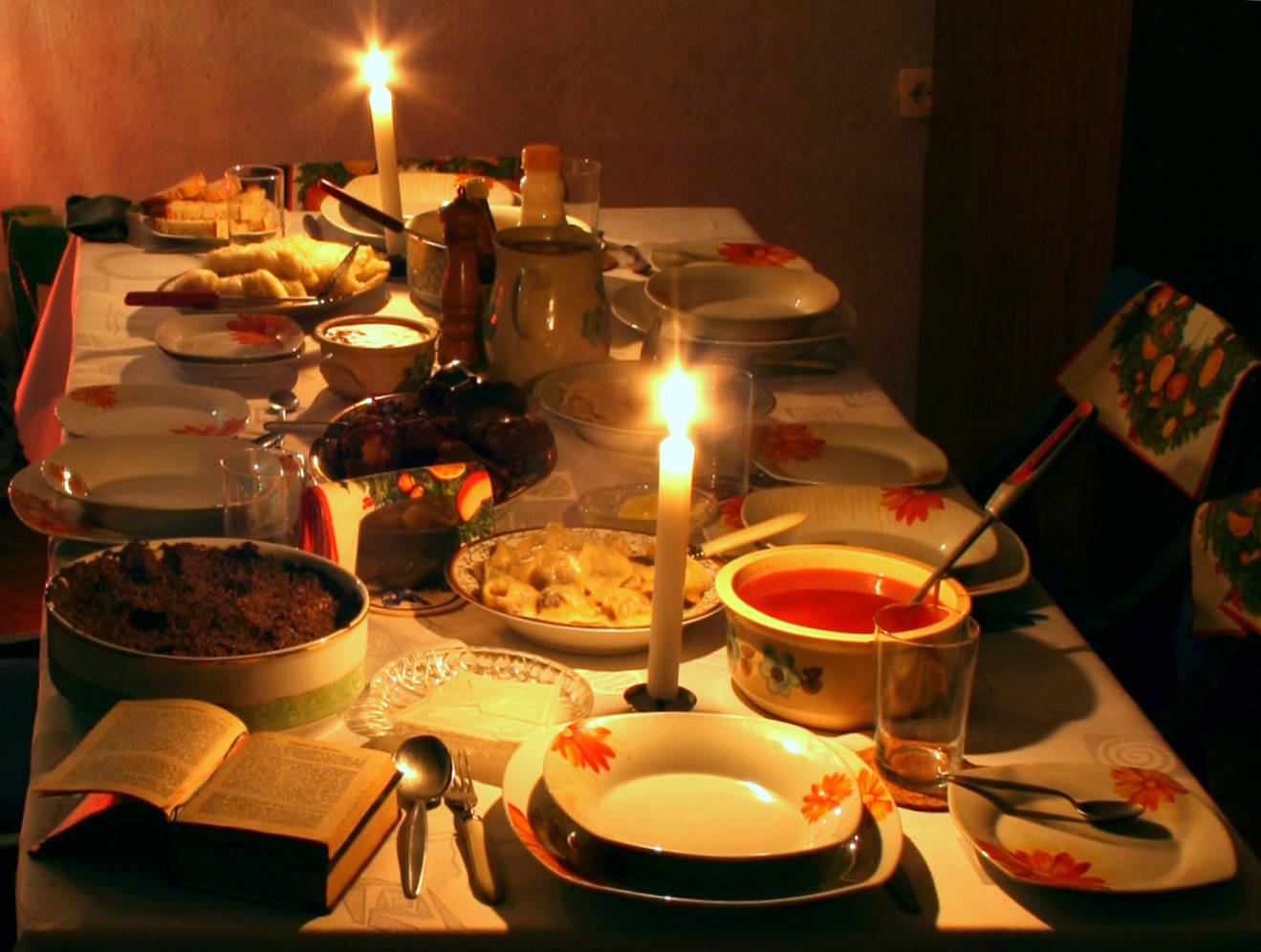
Kolacja wigilijna

Tradycyjnie dniem poprzedzający Boże Narodzenie i kończącym okres adwentu jest Wigilia Bożego Narodzenia. Dawniej stanowiła ona przygotowanie do świąt, ale po reformie kalendarza stała się ich częścią. W tym dniu sprzątano domy oraz dekorowano je snopami zboża, które ustawiano w kątach pokoi. Miały symbolizować pomyślność i dostatek. Ponadto domy ozdabiano iglastymi gałązkami zwanymi podłaźniczkami, które umieszczano w różnych miejscach. Zwyczaj ubierania choinki pojawił się w Polsce dopiero w XVIII wieku i przywędrował z Niemiec.
W liturgii kościelnej, zgodnie z postanowieniami II Soboru Watykańskiego, Boże Narodzenie rozpoczynają odprawiane w wigilię nieszpory. W Polsce ten czas liczy się od zapadnięcia zmroku i pojawienia się na niebie „pierwszej gwiazdki”. Jest to symboliczne nawiązanie do Gwiazdy Betlejemskiej zwiastującej narodziny Jezusa, którą według Biblii ujrzeli na niebie Trzej Królowie. Wieczerzę, jak każe obyczaj postną, rozpoczyna się modlitwą i czytaniem fragmentu Ewangelii Mateusza, Łukasza lub Jana w części dotyczącej narodzin Jezusa. Potem uczestnicy wieczerzy wzajemnie przełamują się opłatkiem, jednocześnie składając sobie życzenia. Na stole przykrytym białym obrusem z wiązką sianka pod spodem, ustawia się o jedno nakrycie więcej niż wynosi liczba zgromadzonych osób. Dodatkowe miejsce przy stole wigilijnym przeznaczone jest dla niezapowiedzianego gościa lub nieobecnej, bliskiej osoby. W tym dniu bowiem nikt nie powinien być sam.

### Opłatek

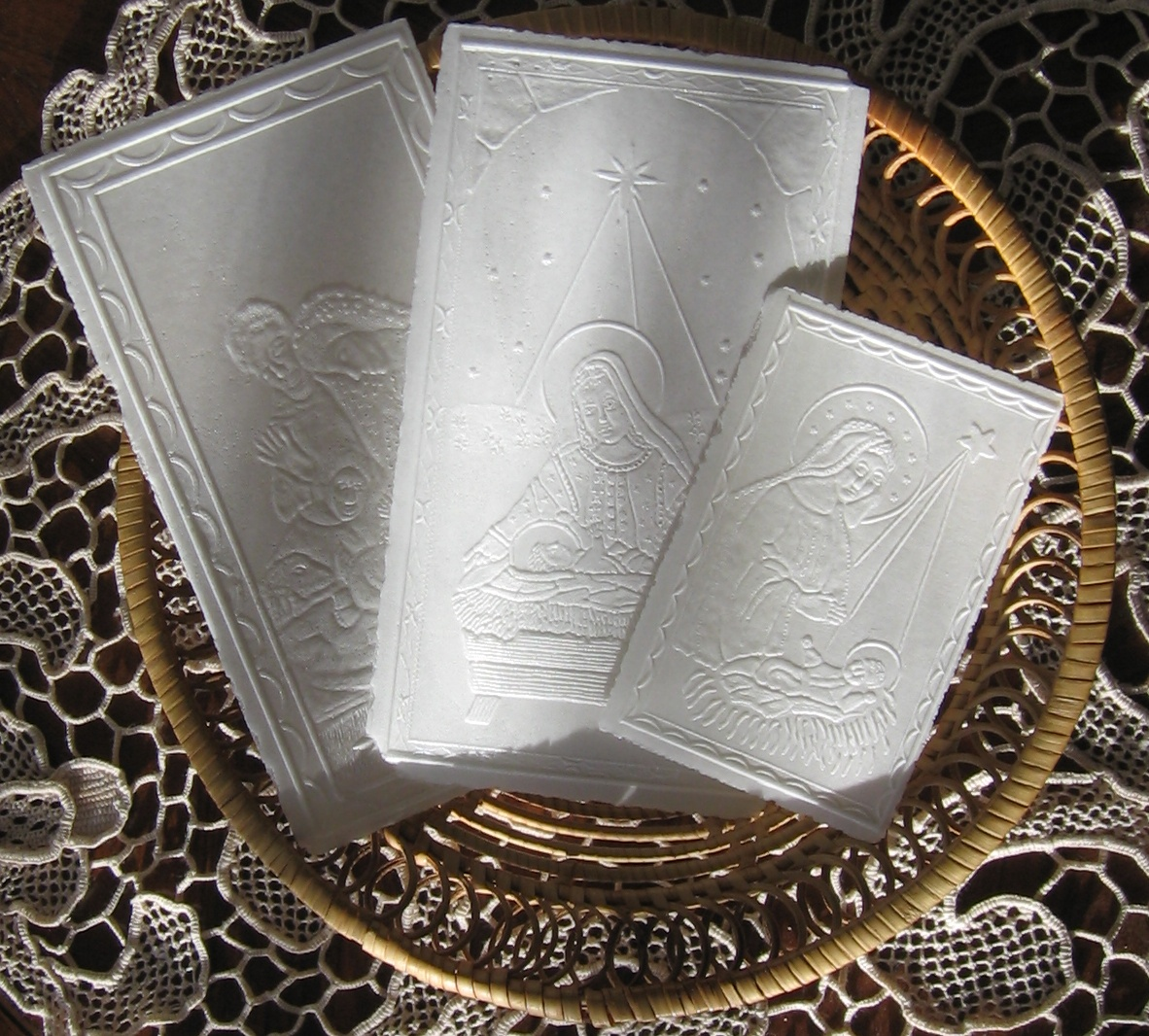
Wigilijny opłatek

Najważniejszym momentem wieczerzy wigilijnej jest wspólne dzielenie się opłatkiem i składanie sobie życzeń. Ten zwyczaj stanowi odniesienie do Ostatniej Wieczerzy i dzielenia się Jezusa chlebem z uczniami. W tradycji kościelnej opłatek jest pozostałością po starochrześcijańskich eulogiach, czyli specjalnych chlebach składanych na ołtarzu. Były one symbolem miłości i jedności chrześcijan oraz symbolem zjednoczenia z Bogiem. Później cechy te przejął opłatek wigilijny, który ostatecznie upowszechnił się w Polsce na początku XX wieku.

### Potrawy wigilijne
W zależności od regionu i tradycji rodzinnych zestaw wigilijnych potraw jest różny, ale zwyczajowo na wigilijnym stole powinny znaleźć się wszystkie płody ziemi, a potraw powinno być dwanaście. Każdej należy spróbować, co ma zapewnić szczęście przez cały rok. Do najbardziej typowych należą: barszcz z uszkami (wymiennie w niektórych regionach Polski z białym żurem, zupą grzybową, zupą owocową lub zupą rybną), ryby, przyrządzane na różne sposoby z najbardziej tradycyjnym karpiem smażonym i w galarecie, kapusta z grochem, kapusta z grzybami, pierogi z kapustą, kasza z suszonymi grzybami, fasola z suszonymi śliwkami, paszteciki z grzybami, gołąbki z ryżu lub kaszy z sosem grzybowym, kluski z makiem, cukrem i miodem (makiełki, makówki), chałka z kompotem z suszonych owoców, zupa migdałowa czy z tradycji wschodniej kulebiak, gołąbki i kutia. Na Górnym Śląsku przygotowuje się także moczkę.
Zgodnie z polskim zwyczajem potrawy wigilijne powinny być postne, czyli bezmięsne i bez użycia tłuszczów zwierzęcych. Post wigilijny jest dość powszechnie przestrzeganym, mimo że obecnie nie jest nakazany w Kościele rzymskokatolickim. Biskupi łacińscy zachęcają do zachowania tego zwyczaju „ze względu na wyjątkowy charakter tego dnia w Polsce”. U mariawitów post jest nadal obowiązkowy.

### Kolędy

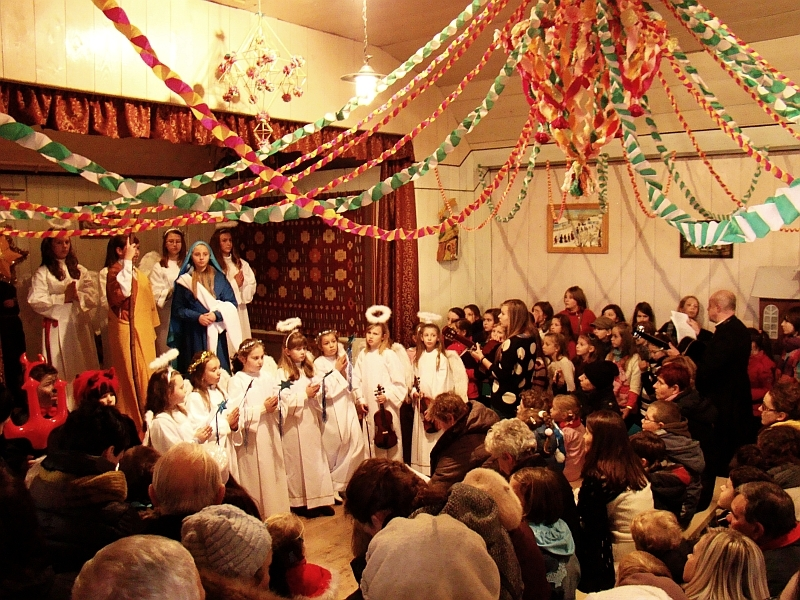
Jasełka w wykonaniu dzieci

Ważnym elementem Wigilii, ale i całych Świąt Bożego Narodzenia jest śpiewanie kolęd. W polskiej tradycji jest ich bardzo wiele, a najstarsze z nich pochodzą z czasów średniowiecza. Jednak największy ich rozkwit przypada na XVII i XVIII wiek, kiedy to powstały najpopularniejsze z nich m.in. „Wśród nocnej ciszy”, „Lulajże, Jezuniu”  czy „Bóg się rodzi”. W niektórych rejonach Polski po domach chodzą także kolędnicy, którzy składają życzenia i śpiewają kolędy.

### Pasterka
Wigilijny wieczór kończy uroczysta msza odprawiana o północy w kościołach katolickich. Według tradycji jest ona upamiętnieniem przybycia do Betlejem pasterzy, którzy jako pierwsi oddali hołd nowonarodzonemu Chrystusowi. Zwyczaj odprawiania nocnej liturgii wprowadzono w Kościele w V wieku i do Polski dotarł wraz z chrześcijaństwem. 
Następny dzień po wigilii (25 grudnia) jest nazywany Bożym Narodzeniem, a 26 grudnia to w Polsce drugi dzień świąt obchodzony na pamiątkę św. Szczepana, pierwszego męczennika za wiarę chrześcijańską. Są to zwykle dni przeznaczone na odpoczynek, rodzinne spotkania oraz kolędowanie.
W Kościołach starokatolickich obchodzi się dodatkowo trzeci dzień świąt, 27 grudnia we wspomnienie św. Jana Apostoła i Ewangelisty. Po Mszy św. kapłani święcą wino, na pamiątkę cudownego ocalenia życia temu apostołowi. Według Tradycji, św. Janowi podano kielich z zatrutym winem, aby w ten sposób zabić ucznia Chrystusa. Święty Jan, pobłogosławiwszy kielich, wypił wino, lecz nie umarł. Poświęcone wino i jego spożywanie przez wiernych ma skutkować ochroną duszy i ciała przed zasadzkami złego ducha. Jest też widzialnym znakiem miłości. Z tej racji tego dnia śpiewa się kolędę „Mesyjasz przyszedł na świat prawdziwy”, która jest opowieścią o cudzie Chrystusa, który się dokonał na weselu w Kanie Galilejskiej.